# Banka turističnih priložnosti Slovenije
Banka turističnih priložnosti Slovenije je projekt Fakultete za turistične študije – Turistica in Slovenske turistične organizacije iz leta 2009. Sodelovalo je še Ministrstvo za gospodarski razvoj in tehnologijo - Direktorat za turizem in internacionalizacijo.
Deloval je kot platforma za posredovanje idej, znanj in financ na področju slovenskega turizma. V sodelovanju z društvom AIRTH se je preselil na mednarodni spletni portal o inovativnosti v turizmu.